# انتخابات مجلس الأمن التابع للأمم المتحدة 1978
أُجريت انتخابات مجلس الأمن التابع للأمم المتحدة لعام 1978 في 10 نوفمبر 1978 خلال الدورة الثالثة والثلاثين للجمعية العامة للأمم المتحدة، التي عقدت في مقر الأمم المتحدة في مدينة نيويورك. انتخبت الجمعية العامة بنجلاديش وجامايكا والنرويج والبرتغال وزامبيا أعضاءً غير دائمين في مجلس الأمن التابع للأمم المتحدة لمدة عامين تبدأ في 1 يناير 1979. وكانت هذه أول انتخابات لبنجلاديش وجامايكا والبرتغال في المجلس.

## القواعد
يتألف مجلس الأمن من 15 مقعدا، يشغلها خمسة أعضاء دائمين وعشرة أعضاء غير دائمين. وفي كل عام، يتم انتخاب نصف الأعضاء غير الدائمين لمدة عامين.   ولا يجوز للعضو الحالي أن يترشح على الفور لإعادة انتخابه. 
وفقًا للقواعد التي يتم بموجبها تناوب المقاعد العشرة غير الدائمة في مجلس الأمن بين الكتل الإقليمية المختلفة التي تقسم إليها الدول الأعضاء في الأمم المتحدة تقليديًا لأغراض التصويت والتمثيل،  يتم تخصيص المقاعد الخمسة المتاحة على النحو التالي:
- مقعد للدول الأفريقية (تشغله موريشيوس)
- مقعد لبلدان المجموعة الآسيوية (تسمى الآن مجموعة آسيا والمحيط الهادئ) [5] (تشغله الهند)
- مقعد لأمريكا اللاتينية ومنطقة البحر الكاريبي (تشغله فنزويلا)
- مقعدان لمجموعة أوروبا الغربية ودول أخرى (تشغله كندا وألمانيا الغربية)

ولكي يتم انتخابه، يجب أن يحصل المرشح على أغلبية ثلثي الحاضرين والمصوتين. إذا كان التصويت غير حاسم بعد الجولة الأولى، فسيتم إجراء ثلاث جولات من التصويت المقيد، تليها ثلاث جولات من التصويت غير المقيد، وهكذا، حتى يتم الحصول على نتيجة. في التصويت المقيد، لا يجوز التصويت إلا على المرشحين الرسميين، بينما في التصويت غير المقيد، يجوز التصويت على أي عضو في مجموعة إقليمية معينة، باستثناء أعضاء المجلس الحاليين.

### المرشحون
قبل إجراء الانتخاب، أبلغ ممثل نيوزيلندا، بصفته رئيس مجموعة أوروبا الغربية ودول أخرى، الجمعية العامة بوجود ثلاثة مرشحين من المجموعة لشغل المقعدين الشاغرين، وهم: مالطا والنرويج والبرتغال. بعد ذلك، قدم ممثل الإكوادور باسم مجموعة أمريكا اللاتينية جامايكا باعتبارها المرشح الوحيد المعتمد للمجموعة. 

## النتيجة
أدار الانتخابات رئيس الجمعية العامة للأمم المتحدة آنذاك إنداليسيو ليفانو من كولومبيا. كان عدد الدول الأعضاء في الأمم المتحدة 151 دولة في ذلك الوقت. وتم التصويت على أوراق اقتراع واحدة.  
وفي الجولة الأولى من التصويت، تم انتخاب جامايكا والنرويج وزامبيا، ولكن النتائج الخاصة بمجموعات آسيا وأوروبا الغربية لم تكن حاسمة. وفي الجولة الثانية، اقتصر التصويت على المرشحين الأكثر نجاحا من كل مجموعة، وهما بنغلادش واليابان عن آسيا، ومالطا والبرتغال عن أوروبا الغربية. وكانت هذه الجولة الثانية من التصويت غير حاسمة أيضًا، فرفعت الجلسة. 
وفي وقت لاحق من نفس اليوم، في الجلسة العامة 51، قبل الجولة الثالثة من التصويت، سحب ممثل اليابان ترشيح بلاده، قائلا إن "حكومة اليابان تأمل في العمل في مجلس الأمن عندما يكون هناك فرصة مناسبة في المستقبل". ومن ثم انتخبت بنغلادش في الجولة الثالثة، في حين ظلت النتائج بالنسبة لأوروبا الغربية غير حاسمة. وكانت الجولة الرابعة غير حاسمة أيضًا. وفي الجولة الخامسة انتخبت البرتغال، واختتمت الانتخابات. 
| الدولة                  | الجولة الأولى | الجولة الثانية | الجولة الثالثة | الجولة الرابعة | الجولة الخامسة |
| جامايكا                 | 145           | —              | —              | —              | —              |
| زامبيا                  | 144           | —              | —              | —              | —              |
| النرويج                 | 118           | —              | —              | —              | —              |
| بنغلاديش                | 84            | 87             | 125            | —              | —              |
| البرتغال                | 84            | 77             | 81             | 93             | 99             |
| مالطا                   | 81            | 70             | 59             | 51             | 45             |
| اليابان                 | 65            | 61             | 2              | —              | —              |
| جزر القمر               | 1             | —              | —              | —              | —              |
| البيرو                  | 1             | —              | —              | —              | —              |
| ممتنعون                 | 0             | 0              | 1              | 1              | 2              |
| بطاقات الاقتراع الباطلة | 0             | 0              | 0              | 0              | 0              |
| الأغلبية المطلوبة       | 100           | 100            | 94             | 96             | 96             |
| أوراق الاقتراع          | 149           | 149            | 142            | 145            | 146            |

## روابط خارجية
- وثيقة الأمم المتحدة A/59/881 مذكرة شفوية من البعثة الدائمة لكوستاريكا تحتوي على سجل لانتخابات مجلس الأمن حتى عام 2004